# Геза фон Больварі
Геза фон Больварі (Ґеза фон Больварі; нім. Géza von Bolváry, угор. Bolváry Géza); справжнє ім'я Геза Марія фон Больварі-Цан (нім. Géza Maria von Bolváry-Zahn; 26 грудня 1897, Будапешт — 11 серпня 1961, Мюнхен) — угорський актор, сценарист і режисер.

## Біографія
У Будапешті Больварі навчався в Королівській військовій академії і пізніше служив в угорському ополченні. Після Першої світової війни демобілізувався в званні ротмістра і знайшов себе в угорському кінематографі. З 1920 року Больварі знімався в німому кіно, незабаром перейшов на роботу на кіностудії Star-Film, де він дебютував як режисер і драматург. У 1922 році Больварі уклав 4-річний контракт з мюнхенським кіноконцерном Emelka.
У 1926-1928 роках Больварі працював в берлінській кінокомпанії Fellner & Somlo, потім поїхав до Лондона і працював в British International Pictures. Повернувшись до Берліна, до 1933 року працював в Superfilm Berlin і потім до 1935 року в Boston Films в Берліні. Починаючи з 1936 року Больварі співпрацював з декількома продюсерськими компаніями в Відні Styria-Film, Terra Film і Wienfilm. Після Другої світової війни Больварі відправився в Рим і зняв кілька кінострічок для Cinopera. У 1950 році Больварі влаштувався в Мюнхені і працював продюсером в Starfilm.
У період з 1920 по 1958 роки Больварі зняв близько сотні фільмів і писав сценарії. Останні фільми були зняті Больварі в 1958 році.

## Фільмографія
- 1920: A tisztesség nevében
- 1920: Kétarcú asszony
- 1921: Tavaszi szerelem
- 1922: Meseország
- 1922: Egy fiúnak a fele
- 1923: Mutterherz
- 1923: Der Weg zum Licht
- 1923: Wüstenrausch
- 1924: Mädchen, die man nicht heiratet
- 1924: Жулик против воли — Hochstapler wider Willen
- 1925: Die Königsgrenadiere
- 1925: Frauen, die nicht lieben dürfen
- 1925: Die Liebe der Bajadere
- 1926: Die Fürstin der Riviera
- 1926: Das deutsche Mutterherz
- 1926: Fräulein Mama
- 1927: Die Gefangene von Shanghai
- 1927: Der Geisterzug
- 1927: Artisten
- 1928: Haus Nummer 17
- 1928: Der fesche Husar
- 1929: Champagner
- 1929: The Vagabond Queen
- 1929: Der Würger
- 1929: Der Erzieher meiner Tochter
- 1929: Vater und Sohn
- 1930: Delikatessen
- 1930: Zwei Herzen im 3/4 Takt
- 1930: Ein tango für Dich
- 1930: Das Lied ist aus
- 1930: Der Herr auf Bestellung
- 1931: Die lustigen Weiber von Wien
- 1931: Der Raub der Mona Lisa
- 1931: Liebeskommando
- 1932: Ein Lied, ein Kuß, ein Mädel
- 1932: Ich will nicht wissen, wer Du bist
- 1932: Ein Mann mit Herz
- 1933: Was Frauen träumen
- 1933: Die Nacht der großen Liebe
- 1933: Das Schloß im Süden
- 1933: Skandal in Budapest
- 1933: Alles für die Frau
- 1934: Ich kenn' Dich nicht und liebe Dich
- 1934: Abschiedswalzer
- 1934: Весенний парад — Frühjahrsparade
- 1935: Winternachtstraum
- 1935: Stradivari